# ستيوارت ماك كال
ستيوارت ماك كال (بالإنجليزية: Stuart McCall)‏ (10 يونيو 1964 ليدز المملكة المتحدة - ) هو لاعب كرة قدم بريطاني، يلعب كلاعب وسط. هو مدير مساعد في شيفيلد يونايتد. لعب ماكول ما مجموعه 763 مباراة في الدوري وفي 40 مباراة دولية كاملة مع اسكتلندا خلال مسيرته الكروية.
بدأ ماكول مسيرته مع برادفورد سيتي، حيث ظهر لأول مرة مع الفريق في عام 1982. ولعب به ستة مواسم وفاز خلالها ببطولة القسم الثالث، وهو اللقب الذي طغى عليه حريق ملعب برادفورد سيتي عندما توفي 56 شخص وأصيب فيه والده آندي ماكول. بعد أن غاب عن الترقية في دوري 1987-1988، انتقل ماكول إلى نادي إيفرتون، وخسر معه نهائي كأس الاتحاد الإنجليزي عام 1989. انتقل إلى نادي رينجرز في عام 1991، وقضى معه سبعة مواسم وفاز بخمسة ألقاب للدوري وثلاثة كؤوس اسكتلندية وكأس رابطة اسكتلندا مرتين. عاد ماكول إلى برادفورد سيتي كقائد للفريق ليأخذهم إلى الدرجة الأولى في كرة القدم الإنجليزية لأول مرة منذ 77 عامًا. بعد أربعة مواسم انتقل إلى شيفيلد يونايتد، حيث تقاعد كلاعب في 2005.
ولد ماكول ونشأ في إنجلترا، ولعب في اسكتلندا من خلال والده الاسكتلندي. خاض 40 مباراة دولية وسجل هدفاً واحداً في نهائيات كأس العالم 1990 بإيطاليا. كما لعب في بطولتين أوروبيتين لكن مسيرته الدولية انتهت بعد استبعاده من تشكيلة كأس العالم 1998.
كان ماكول جزءًا من طاقم التدريب خلال فترة لعبه الثانية في برادفورد سيتي، وعمل لفترة وجيزة كمدير مؤقت ولاعب في عام 2000. واصل تدريبه في شيفيلد يونايتد وكان مساعدًا للمدرب نيل وارنوك حتى مايو 2007، عندما عاد إلى برادفورد سيتي كمدير. أمضى موسمين ونصف في تدريب برادفورد سيتي وغادر في فبراير 2010. تم تعيينه مديرًا لنادي ماذرويل قبل نهاية عام 2010. مكث هناك لأربع سنوات وساعد النادي على احتلال المركز الثاني في الدوري مرتين. بعد بداية سيئة لموسم 2014-2015، استقال في نوفمبر 2014. تم تعيين ماكول مديرًا لفريق رينجرز في مارس 2015، لكنه ترك النادي في نهاية عقد قصير الأجل.
عاد ماكول إلى برادفورد سيتي لفترة ثانية كمدرب في يونيو 2016. وصل الفريق إلى المباراة النهائية في موسمه الأول، لكن خسر وتم إقالته في فبراير 2018. بعد فترة قصيرة مع سكونثورب يونايتد، تم تعيين ماكول مديرا لبرادفورد للمرة الثالثة في فبراير 2020.

## مسيرته

### مسيرته مع المنتخبات الوطنية
- 1988 - 1990 لعب مع منتخب اسكتلندا تحت 21 سنة لكرة القدم مباراتين.
- 1990 - 1998 لعب مع منتخب اسكتلندا لكرة القدم 40 مباراة سجل خلالها هدف.

### مسيرته مع الأندية
- 1982 - 1988 لعب مع برادفورد سيتي 238 مباراة سجل خلالها 37 هدف.
- 1988 - 1991 لعب مع نادي إيفرتون 103 مباراة سجل خلالها 6 أهداف.
- 1991 - 1998 لعب مع نادي رينجرز 194 مباراة سجل خلالها 14 هدف.
- 1998 - 2002 لعب مع برادفورد سيتي 157 مباراة سجل خلالها 8 أهداف.
- 2002 - 2005 لعب مع شيفيلد يونايتد 71 مباراة سجل خلالها هدفين.

## وصلات خارجية
ستيوارت ماك كال على موقع الاتحاد الدولي (مؤرشف)  (الإنجليزية)
- ستيوارت ماك كال على موقع الاتحاد الإسكتلندي (الإنجليزية)
- ستيوارت ماك كال على موقع قاعدة بيانات كرة القدم.إي يو (الإنجليزية)
- ستيوارت ماك كال على موقع ناشيونال فوتبول تيمز (الإنجليزية)
- ستيوارت ماك كال على موقع Soccerbase.com (لاعب) (الإنجليزية)
- ستيوارت ماك كال على موقع Soccerbase.com (مدرب) (الإنجليزية)
- ستيوارت ماك كال على موقع عالم كرة القدم.نت (الإنجليزية)